# Rue d'Alleray
La rue d’Alleray est une rue du 15e arrondissement de Paris, en France.

## Situation et accès

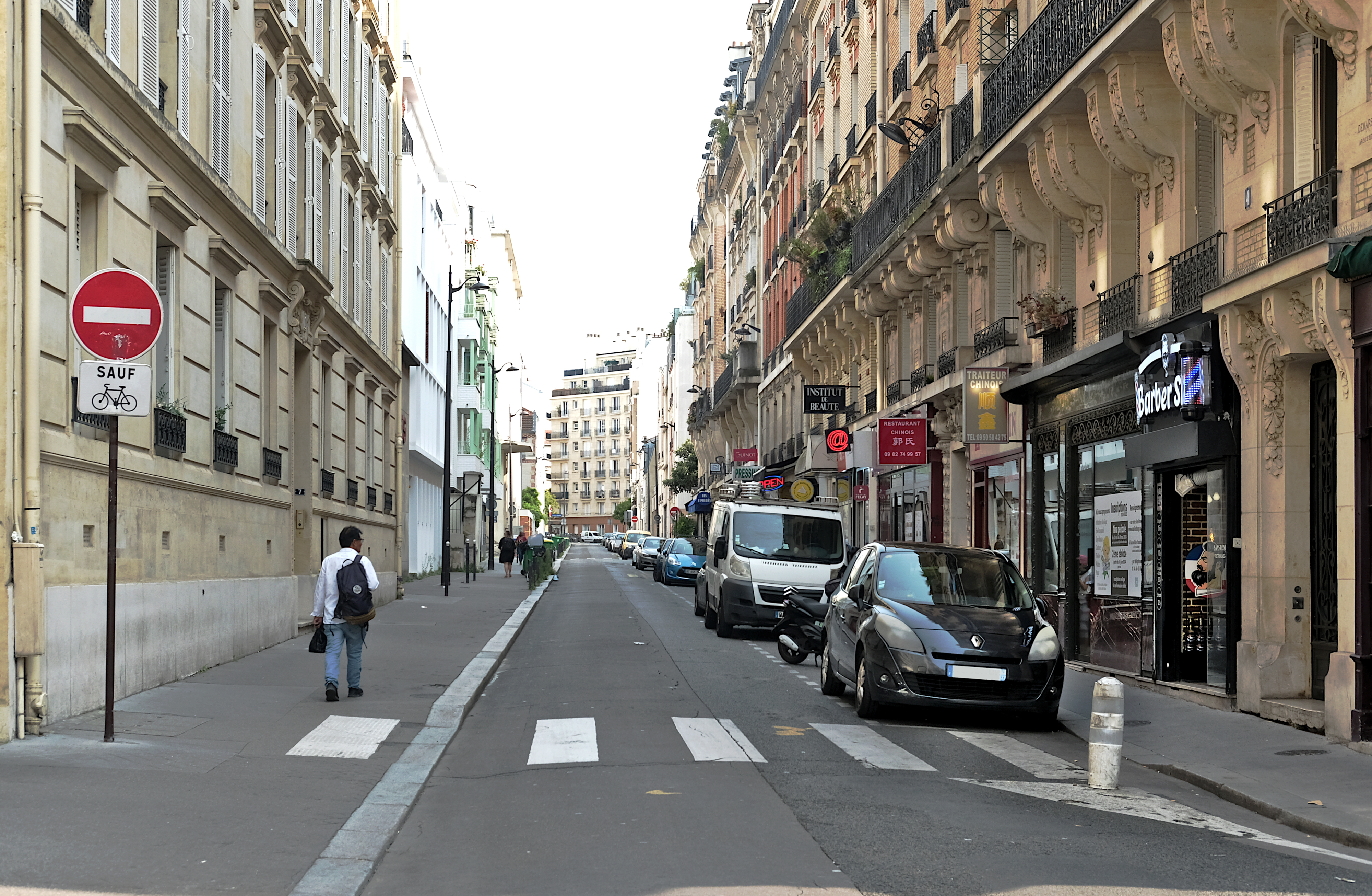
La rue d'Alleray depuis la rue de Vaugirard.

La rue d'Alleray est une voie publique située dans le 15e arrondissement de Paris. Elle débute au 297, rue de Vaugirard et aboutit place Falguière. Depuis la place d'Alleray, elle est en sens unique en direction de la rue de Vaugirard d'un côté, de la place Falguière de l'autre.

## Origine du nom
Cette rue a été nommée en hommage à Denis-François Angran d'Alleray (1716-1794), dernier seigneur de Vaugirard.

## Historique

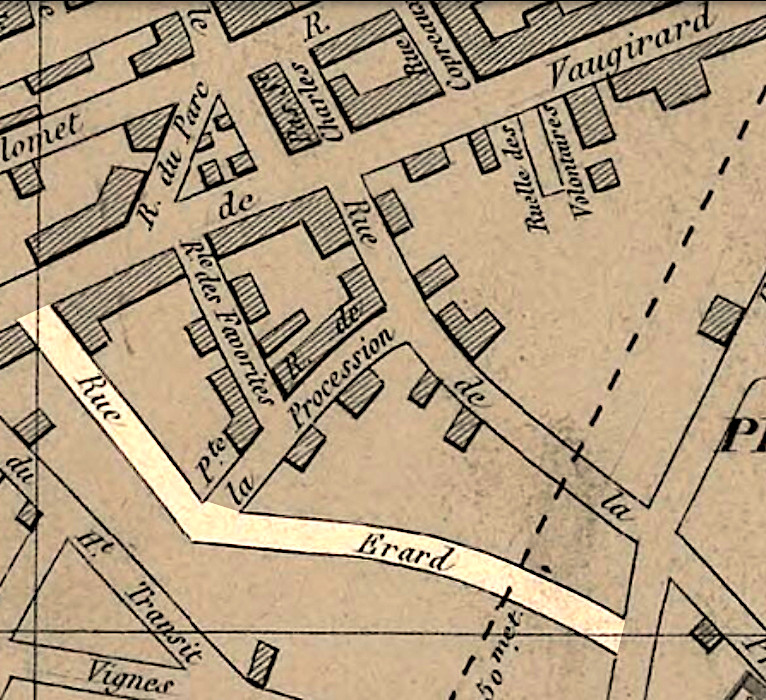
La rue d'Alleray - alors appelée rue Erard- sur le plan d'Henriot de 1847.

Ancienne rue de la commune de Vaugirard, elle est présente sur le plan de Roussel (1730). Sa partie entre les rues Yvart et La Quintinie portait alors le nom de la « rue Hérard » ou « rue Erard ». 
Elle est présente sur le plan cadastral de 1811 sous le nom du « chemin des Tournelles », et elle est classée sous ce nom dans la voirie de Vaugirard par arrêt du 29 août 1837. 
La rue intègre la nomenclature des rues de Paris par  décret du 23 mai 1863et prend son nom actuel le 24 août 1894.

## Bâtiments remarquables et lieux de mémoire
- Au no 4, une épicerie transformée en restaurant est inscrite à l’inventaire des monuments historiques.
- Au no 20, ancien domicile du collectionneur de photographies français Albert Gilles (1873-1959), dont le nom et l'adresse figurent sur des étiquettes collées sur les supports des photos. Une partie de sa collection — constituée à partir de 1910 — a été acquise par la BnF[3].
- Au no 25, le hameau d'Alleray, allée courte et étroite avec des petites maisons avec jardinets.
- Au no 27, la villa Hersent, courte et fermée, bordée de maisons basses typiques de l'ancien village de Vaugirard.
- Au no 41, médiathèque Marguerite-Yourcenar[4].
- Au no 57,  ancien domicile du  peintre suisse Edmond-Henri Zeiger-Viallet, qui a dédié quelques-unes de ses œuvres picturales notamment à cette rue.
- Au no 81 se trouve l'église Notre-Dame-de-l'Arche-d'Alliance.
- Au no 90, le square d'Alleray - La Quintinie, tout petit square ouvert en 1975. Bordé de murs anciens parfois percés d'ouvertures circulaires en briques, il a un côté campagnard et poétique.